# Alejo I de Moscú
El Patriarca Alejo I (en ruso: Патрирх Алексий I; * Moscú, 27 de octubre de 1877 - Peredélkino, 17 de abril de 1970), de nombre secular Serguéi Vladímirovich Simanski (en ruso: Сергей Владимирович Симанский) fue el decimotercer Patriarca de Moscú y de todas las Rusias y cabeza de la Iglesia Ortodoxa Rusa entre 1945 y 1970.
Él nació en una familia noble. Cursó sus estudios en la Universidad de Moscú y luego en la Academia Teológica de Moscú.
En 1945 sucedió a Sergio I como Patriarca de Moscú y de toda Rusia.
Toda la vida eclesiástica de Alejo I se desarrolló bajo el régimen comunista y oficialmente ateísta de la ex Unión Soviética, con cuyas autoridades intentó mantener un delicado equilibrio, evitando una confrontación excesiva que pusiera en peligro a la Iglesia, y a la vez procurando lograr un cierto margen de libertad religiosa en un ambiente hostil.
El 2 de febrero de 1945, con aprobación de Stalin, Alejo fue elegido Patriarca de Moscú y de toda Rusia, siendo entronizado el 4 de febrero de 1945. En 1946 Alejo I presidió la controvertida "reunificación" de la Iglesia greco-católica ucraniana con la Iglesia Ortodoxa rusa, vista por muchos bajo la presión del gobierno estalinista. Luego, en 1958, los cristianos ortodoxos rusos soportaron una nueva ola de persecución, llevada mayormente a cabo con el cierre de iglesias por el nuevo líder soviético Nikita Jrushchov.
Alejo murió víctima de un infarto agudo al miocardio a la edad de 92 años en 1970 y fue enterrado en el Monasterio de la Trinidad y San Sergio, en las afueras de Moscú. A su muerte lo sucedió el Patriarca Pimen I (Izvékov) de Moscú.
| Predecesor: Sergio I de Moscú | Patriarca de Moscú 1945–1970 | Sucesor: Pimen I |